# Alford (Florida)
Alford ist eine Stadt im Jackson County im US-Bundesstaat Florida. Das U.S. Census Bureau hat bei der Volkszählung 2020 eine Einwohnerzahl von 484 ermittelt.

## Geographie
Alford liegt rund 15 km südwestlich von Marianna sowie etwa 120 km westlich von Tallahassee.

## Demographische Daten
Laut der Volkszählung 2010 verteilten sich die damaligen 489 Einwohner auf 240 Haushalte. Die Bevölkerungsdichte lag bei 143,8 Einw./km². 93,0 % der Bevölkerung bezeichneten sich als Weiße, 2,0 % als Afroamerikaner, 0,8 % als Indianer und 0,8 % als Asian Americans. 1,8 % gaben die Angehörigkeit zu einer anderen Ethnie und 1,4 % zu mehreren Ethnien an. 4,1 % der Bevölkerung bestand aus Hispanics oder Latinos.
Im Jahr 2010 lebten in 29,7 % aller Haushalte Kinder unter 18 Jahren sowie 27,2 % aller Haushalte Personen mit mindestens 65 Jahren. 66,8 % der Haushalte waren Familienhaushalte (bestehend aus verheirateten Paaren mit oder ohne Nachkommen bzw. einem Elternteil mit Nachkomme). Die durchschnittliche Größe eines Haushalts lag bei 2,42 Personen und die durchschnittliche Familiengröße bei 2,88 Personen.
22,4 % der Bevölkerung waren jünger als 20 Jahre, 20,8 % waren 20 bis 39 Jahre alt, 34,9 % waren 40 bis 59 Jahre alt und 21,8 % waren mindestens 60 Jahre alt. Das mittlere Alter betrug 45 Jahre. 48,3 % der Bevölkerung waren männlich und 51,7 % weiblich.
Das durchschnittliche Jahreseinkommen lag bei 26.576 $, dabei lebten 23,0 % der Bevölkerung unter der Armutsgrenze.
Im Jahr 2000 war englisch die Muttersprache von 97,80 % der Bevölkerung und spanisch sprachen 2,20 %.

## Wirtschaft
Eine nennenswerte Industrie gibt es nicht. Die hauptsächlichen Beschäftigungszweige sind: Ausbildung, Gesundheit und Soziales: (13,9 %), Handel / Einzelhandel: (19,6 %), Öffentliche Verwaltung: (10,3 %), Baugewerbe: (13,4 %).

## Verkehr
Alford wird vom U.S. Highway 231 (SR 75) durchquert. Der Northwest Florida Beaches International Airport liegt rund 75 km südwestlich der Stadt.